# هسونیت
هسونیت  (به انگلیسی: Hessonite) با فرمول شیمیایی  از مجموعه کانی هاست و خواص فیزیکی و شیمیایی هسونیت شبیه گرونا و گروسولار است. از کلمه یونانی hesson یعنی کوچکتر (دارای یک چگالی ضعیف است) مشتق شده‌است. گاه حاوی Ti می‌باشد. (Schorlomite) متغیر - برای ایزومورف‌های مرتبه بالای آن عناصر Mg- Fe - Ca- Al- V -Cr -Zr -Ti -Mn - Y در کانیها به صورت اولیه یافت می‌شوند. برای اولین بار در چک اسلواکی کشف شد و از نظر شکل بلور: منشوری - ورقه‌ای (پهن و کوتاه) - هرمی، رنگ: قهوه‌ای نارنجی، شفافیت: غیر شفاف - نیمه شفاف  است  و منشأ تشکیل آن دگرگونی مجاورتی است.
کاربرد آن: گاه به عنوان سنگ ظریف و زینتی مصرف می‌شود.، از نظر ژیزمان تقریباََ کمیاب است و بیشتر در چک اسلواکی، ایتالیا، رومانی، سری لانکا، برزیل، تانزانیا یافت می‌شود.

## منبع
- پردیس کشاورزی ایران